# مسألة اللغة اليونانية
مسألة اللغة اليونانية (باليونانية: το γλωσσικό ζήτημα)‏ هي جدال حول ما إذا كانت لغة الشعب اليوناني (اليونانية الشعبية) -وهي محاكاة مهذبة للغة اليونانية التقليدية (كاثاريفوسا)- يجب أن تكون اللغة الرسمية للأمة اليونانية. كانت موضوعًا جدليًا للغاية في القرنين التاسع عشر والعشرين، وحُلت أخيرًا في عام 1976 عندما أصبحت اللغة الشعبية هي اللغة الرسمية. تسمى الظاهرة اللغوية الجدلية الحادثة في أماكن أخرى من العالم بالازدواجية اللغوية.

## خلفية لغوية
بينما كانت اللغة الشعبية هي اللغة العامية عند اليونانيين، كانت كاثاريفوسا نوعًا قديمًا رسميًا وتُنطق مثل اللغة اليونانية الحديثة، لكنها احتملت كلًّا من السمات المعجمية والشكلية لليونانية القديمة التي فقدتها اللغة المنطوقة مع مرور الوقت. من أمثلة ذلك: 
- السمات الشكلية: استخدمت الكاثاريفوسا الفصحى حالة المفعولية غير المباشرة والعديد من الأسماء الفاعلة وعدة أزمنة للفعل وأنماط تصريفية إضافية للأفعال.
- السمات الصوتية: كانت تحتوي كاثاريفوسا على عدة ألفاظ لم تلائم النظام الصوتي اليوناني الحديث.[بحاجة لتوضيح]
- السمات النحوية: بينما كانت تتكون اللغة العامية غالبا من جمل بسيطة، كانت كاثاريفوسا تطبق القواعد النحوية اليونانية القديمة كي تكون جملًا طويلة ومعقدة، وهو ما يعطي انطباع خطاب مثقف.
- سمات معجمية: رفض أنصار اللغة الرسمية الكثير من الكلمات اليونانية الشائعة المستعارة من اللغات الأخرى عبر العصور، وأكثرها من اللغة التركية واللاتينية والإيطالية، واستخدموا عوضًا عنها كلمات أخرى إما من اللغة اليونانية القديمة أو بكلمات مستحدثة.

كانت تعني هذه الفروق أن كاثاريفوسا لم تكن واضحة كليًا إلى اليوناني بدون التعليم العالي. لم يكن هناك كاثاريفوسا واحدة، فبدلًا من ذلك، وضع أنصار اللغة الرسمية متغيرات قابلة للتغير ولم يضعوا لها أية معايير. كانت هذه المتغيرات قريبة من الأتيكية اليونانية في الحالات المتطرفة، لكنها كانت أحيانًا أقرب لليونانية المتكلَّمة ويمكن أن يفهمها أغلب الناس.

## عينة نصية
تُعنى مسألة اللغة اليونانية بوجود صيغتين مختلفتين كليًا من اللغة اليونانية في الحالات القصوى، ويتعدى هذا الاختلاف الفروق الأسلوبية المعتادة بين اللغة المكتوبة والمنطوقة، كما في النص التالي:
- كاثاريفوسا

Τὸ ὑποβληθὲν τῇ Ἱερᾷ Συνόδῳ ἐν χειρογράφῳ πόνημα Ὑμῶν ὑπὸ τὸν τίτλον «Βίος Ἰησοῦ Χριστοῦ» παρέπεμψεν αὔτη τῷ προεδρευόντι αὐτῆς Σεβ. Ἀρχιεπισκόπῳ Σύρου, Τήνου καὶ Ἄνδρου κ. Μεθοδίῳ, ὅπως δι' ἐκθέσεως αὐτοῦ ἀναφέρῃ αὐτῇ, ἂν τὸ περιεχόμενον τοῦ πονήματος τούτου εἶναι σύμφωνον πρὸς τὰς παραδόσεις τῆς Ὀρθοδόξου Ἐκκλησίας.
- الشعبية

Το πόνημά σας που υποβλήθηκε σε χειρόγραφο στην Ιερά Σύνοδο με τον τίτλο «Βίος Ιησού Χριστού» παραπέμφθηκε στον πρόεδρό της Σεβ. Αρχιεπίσκοπο Σύρου, Τήνου και Άνδρου κ. Μεθόδιο, ώστε με έκθεσή του να της αναφέρει αν το περιεχόμενο του πονήματος αυτού είναι σύμφωνο με τις παραδόσεις της Ορθόδοξης Εκκλησίας.

## التطور التاريخي

### جدال ما قبل الثورة 1766-1830
بدأ الجدال في نهاية القرن الثامن عشر، فشرع في التعبير عن آرائهم كل من يوجينيوس فولغاريس (1716–1806)، ولامبروس فوتيادس، والسانت كوميتاس، ونيوفيتوس دوكاس الذي كان نصيرًا للغة مهجورة أكثر، وتلامذة فولغاريس مثل جوزيبوس مويسوداكس (1725–1800)، وديميتريوس كاتارتس (نحو 1725-1807) الذي اقترح لغة أبسط. كانت يونان الفنار مجموعة من النبلاء المحافظين والمتعلمين الذين كانوا يدعمون اللغة القديمة وكانوا أشد الناقدين للغة العوام. ثم صارت هذه المشكلة مصيرية حين كان يُتخذ القرار حول اللغة التي يجب أن تكون لغة الدولة اليونانية الحديثة، وكانت لمّ تؤسس بعد. أثر أدامانتيوس كوريس (1748–1833) كثيرًا في هذا النقاش. فسعى إلى تنقية اللغة الشعبية -رغم أنه مناصر لها- من العناصر التي اعتبرها مبتذلة للغاية فانتهى إلى كاثاريفوسا في النهاية. بعد حرب الاستقلال الطويلة، أُسست الدولة اليونانية الحديثة في 1830، كانت العاصمة الأولى نافبيلو، ثم أصبحت أثينا من 1834 فصاعدًا.